# Schörfling am Attersee
Schörfling am Attersee is een gemeente in de Oostenrijkse deelstaat Opper-Oostenrijk, gelegen in het district Vöcklabruck. De gemeente heeft ongeveer 3200 inwoners.

## Geografie
Schörfling am Attersee heeft een oppervlakte van 23 km². De gemeente ligt in het zuidwesten van de deelstaat Opper-Oostenrijk. Het ligt ten noordoosten van de deelstaat Salzburg en ten zuiden van de grens met Duitsland.

## Geboren
- Friedrich Siebenrock (1853 – 1925), zoöloog
- Michi Gaigg (1957), violiste en dirigente

- Gemeinsame Normdatei: 4305158-3
- Library of Congress Control Number: n93015349
- MusicBrainz: e2882d97-9ce9-4180-b1f9-27d651d5cfae
- Nationale Bibliotheek van Israël: 987007535585405171
- Virtual International Authority File: 312842516
- WorldCat: E39PBJpykYVYhQxDVhbd8ddqQq